# Matthias Fleischer
Matthias Fleischer (* 1973 in Berlin) ist ein deutscher Kameramann.
Matthias Fleischer ist seit Anfang der 1990er Jahre bei Film und Fernsehen tätig, die ersten Jahre noch als Kameraassistent oder Beleuchter. Ab 1995 arbeitete Fleischer als freier Oberbeleuchter, seit 1996 zudem als freier erster Kameraassistent. Von 1998 bis 2003 studierte er Kamera an der Filmakademie Baden-Württemberg. Für die Bildgestaltung in Das Lied in mir (2010) und Die kleine Hexe (2018) wurde er jeweils mit dem Bayerischen Filmpreis geehrt.
Fleischer ist Mitglied im Berufsverband Kinematografie (BVK).

## Filmografie (Auswahl)
- 2006: Das wahre Leben
- 2007: GG 19 – Deutschland in 19 Artikeln (1 Episode)
- 2008: Polizeiruf 110: Wie ist die Welt so stille
- 2008: Märzmelodie
- 2009: Lila, Lila
- 2009: Keine Angst
- 2010: Der letzte Weynfeldt
- 2010: Das Lied in mir
- 2011: Anduni – Fremde Heimat
- 2011: Tatort: Schwarze Tiger, weiße Löwen
- 2011: Unter Verdacht: Die elegante Lösung
- 2013: Das kleine Gespenst
- 2014: Akte Grüninger
- 2014: Miss Sixty
- 2015: Heidi
- 2015: Polizeiruf 110: Grenzgänger
- 2016: Die Ermittler – Nur für den Dienstgebrauch
- 2018: Die kleine Hexe
- 2018: Deutschland 86 (Fernsehserie, 3 Folgen)
- 2019: Die Goldfische
- 2020: Ökozid
- 2020: Die Pfefferkörner und der Schatz der Tiefsee
- 2022: JGA: Jasmin. Gina. Anna.
- 2024: A Better Place (Fernsehserie)
- 2025: High Stakes (Fernsehserie)

## Auszeichnungen
- 2011: Bayerischer Filmpreis 2010 für Das Lied in mir
- 2018: Bayerischer Filmpreis 2017 für Die kleine Hexe[3]